# Округ Љевице
Округ Љевице (слч. Okres Levice) округ је у Њитранском крају, у Словачкој Републици. Административно средиште округа је град Љевице.

## Географија
Налази се у источном дијелу Њитранског краја.
Граничи:
- на сјеверу је Округ Злате Моравце,
- источно Банскобистрички крај,
- западно Округ Њитра и Округ Нове Замки,
- јужно Округ Нове Замки и Мађарска.

Клима је умјерено континентална.

## Становништво
| Година:    | 1994.   | 2004.   | 2014.   | 2024.   |
| ---------- | ------- | ------- | ------- | ------- |
| Број људи: | 121 113 | 119 018 | 113 511 | 107 992 |
| Разлика:   |         | -1,72 % | -4,62 % | -4,86 % |

| Година:    | 2023.   | 2024.   |
| ---------- | ------- | ------- |
| Број људи: | 108 479 | 107 992 |
| Разлика:   |         | -0,44 % |

Према подацима о броју становника из 2011. године округ је имао 115.087 становника. Словаци чине 68,92% становништва.
| Етнички састав (2011)‍ | Етнички састав (2011)‍ | Етнички састав (2011)‍ | Етнички састав (2011)‍ | Етнички састав (2011)‍ |
| --------------------- | --------------------- | --------------------- | --------------------- | --------------------- |
|                       |                       |                       |                       |                       |
| Словаци               | Словаци               |                       | 0                     | 68,92%                |
| Мађари                | Мађари                |                       | 0                     | 24,34%                |
| Роми                  | Роми                  |                       | 0                     | 0,69%                 |
| Чеси                  | Чеси                  |                       | 0                     | 0,52%                 |
| остали, непознато     | остали, непознато     |                       | 0                     | 5,53%                 |

## Насеља
У округу се налази четири града и 85 насељених мјеста. Градови су Жељезовце, Љевице, Тлмаче и Шахи.